# Franc Požun
Franc Požun, slovenski skladatelj, zborovodja, organist in multiinstrumentalist * 20. oktober 1895, Podgorje ob Sevnični, † 8. maj 1942, Žužemberk.
Glasbeno talentiranega Požuna so med obema vojnama prištevali med najboljše organiste v ljubljanski škofiji. Obvladal je še igranje na klavir, trobento, klarinet in citre. Pomemben je bil tudi kot skladatelj cerkvenih zborovskih skladb in kot zborovodja.
Požunova življenjska pot se je končala tragično. Ubili so ga partizani.
Po njem se imenuje kulturno društvo v Zabukovju.

## Vir
1. ↑  Anja Pečjak, Znani Suhokranjci, diplomsko delo. Poglavje 6.15 Franc Požun: skladatelj, zborovodja in organist. Arhivirano 2016-03-04 na Wayback Machine. (COBISS)

## Nekaj del
- Ptičica žalostno poje. Zvočni posnetek. (COBISS)
- Planinam. Zvočni posnetek. (COBISS)
- Za gore že sonce hiti. Notno gradivo. (COBISS)